# Любехув-Ґурни
Любехув-Ґурни (пол. Lubiechów Górny, нім. Hohen Lübbichow) — село в Польщі, у гміні Цединя Грифінського повіту Західнопоморського воєводства.
Населення — 296 осіб (2011).
У 1975-1998 роках село належало до Щецинського воєводства.

## Демографія
Демографічна структура станом на 31 березня 2011 року:
|          | Загалом | Допрацездатний вік | Працездатний вік | Постпрацездатний вік |
| -------- | ------- | ------------------ | ---------------- | -------------------- |
| Чоловіки | 154     | 32                 | 106              | 16                   |
| Жінки    | 142     | 20                 | 86               | 36                   |
| Разом    | 296     | 52                 | 192              | 52                   |